# 艾力士
亞歷山大·奧路華泰路·艾簡迪（Alexander Oluwatayo Akande，通稱“艾力士”Alex；1989年2月9日—），生於尼日利亞拉哥斯，尼日利亞裔香港足球運動員，司職前鋒，現時自由身，在2015年10月尾在香港居住滿7年後成功領取香港特區護照。

## 早年生活
艾力士生於尼日利亞拉哥斯，大約在6歲時，家人每周都帶他到尼日利亞家鄉球會學踢足球，不久他就隨家人移民到英國。

## 球會生涯

### 大中
在2008年夏天，只得19歲的艾力士透過朋友介紹，由倫敦遠赴到香港球會傑志，奈何當時傑志陣中有不少好球員在陣，而教練也認為他的風格與球會戰術需求不合，結果他在試腳失敗後選擇返回英國發展，幸好得到當時傑志教練朱志光親身在機場挽留他，最終他在其叔叔和朱志光遊說下，接受傑志的合約然後外借到乙組球會大中。而其在乙組的表現不久就吸引到甲組球會東方於2009年1月羅致，最終他在半季內為東方在各項賽事貢獻6球。在球季完結後，東方主動要求降落丙組聯賽作賽。

### 傑志
在2009年7月，艾力士在乙組的表現成功說服傑志收歸其下，可是他加盟後卻始終不能成為球隊主力，唯有被球會借回新升班上甲組球會大中。加盟後，他在半季內為大中在各項賽事上陣12場錄得3球。直到在2010年1月下旬，由於傑志的外援前鋒禾志利和魯爾托利斯在季中離隊，球隊在前線需要補充人腳，因此傑志選擇從大中收回艾力士。加盟後，艾力士隨傑志出戰對陣飛馬邀請隊和浦項製鐵的賀歲盃，期間，他於1–0擊敗飛馬邀請隊時射入奠定勝局的一球，再在1–1賽和2009年亞冠盃冠軍浦項製鐵時助攻隊友羅沙度，儘管最終傑志因得球較少而失落冠軍，但是賽後艾力士仍當選賽事最有價值球員。

### 大中
但是在半季過後，艾力士雖然為傑志在本土聯賽射入4球，但他依然未能成為球隊重要成員。在2010年夏季，艾力士到當時仍在英超球會黑池接受為期8星期的試訓，並於季前熱身賽對蘇超球會喜伯年時取得入球，可惜經過試訓和參與一場季前熱身賽後，只容許再多一位前鋒加盟的黑池終選擇簽入在英國名氣較高的希亞活。 及後，英乙球會阿克寧頓嘗試在轉會市場關閉前與艾力士簽約，最終因為未能夠辦妥工作證而告吹。試訓後，原本艾力士獲黑池安排到英國較低組別聯賽，但由於傑志已經安排他外借到友會大中，結果他於季內在各項賽事上陣19場錄得3球，但是仍然以聯賽第9名身份宣告護級失敗。

### 標準流浪
在球季完結後，艾力士轉會到甲組球會標準流浪，在2012年1月借到由香港足球總會為青年球員提供頂級聯賽的固定參賽機會，而組成的甲組球會港菁，並在半季內為港菁在各項賽事上陣12錄得9球，惟球季完結後，香港足球總會選擇解散港菁。

### 和富大埔
在2012年夏季，艾力士加盟甲組地區球會和富大埔，並在整個高級組銀牌賽中錄得5球進帳，其中在對屯門的8強時大演帽子戲法協助大埔以5–0勝出，最終他帶領大埔在決賽憑互射十二碼擊敗公民奪得冠軍。可惜艾力士在最後一輪決定性的聯賽迎戰橫濱FC香港中，雖然先在6分鐘就有入球進帳，但他卻在19分鐘因肘擊橫濱球員方栢倫而直接領紅，連累大埔以10人應戰並埋下降班伏線，最終大埔在完場前一刻被橫濱逼和2–2，賽後以大埔以18戰得19分被四隊20分球隊壓過，在甲組10隊中包尾宣告護級失敗，同時成為甲組成立百多年來最高分的榜尾球會。結果，艾力士的13球聯賽入球被飛馬的麥基以16球壓過，失落聯賽金靴獎。

### 傑志
在球季完結後，艾力士應傑志總監朱志光邀請第三度重返傑志，期間在2013年7月29日友賽英超球會曼聯時，在69分鐘接應隊友林嘉緯長傳後，先用一個乖巧的假動作避開曼聯守衛，再用右腳冷靜射入遠柱破網，最終傑志以2–5落敗。在2013年8月，他首度獲傑志以外援身份註冊出戰亞協盃8強賽事。由於前傑志球員干拿高於當屆賽事已使用8號球衣，故艾力士選擇穿上88號球衣。在9月17日主場出戰約旦球會阿爾費薩里首度於亞協盃賽事上陣，並在46分鐘右腳射門省中對方球員入網，惟傑志最終於兩回合賽事以總比數2–4出局。
在2014年7月29日，艾力士代表傑志出戰對法甲球會巴黎聖日耳門的表演賽，結果他在完場前，在禁區頂偷得對方球員的皮球後射遠柱破網，最終傑志以2–6落敗。可是他在11月在操練時與隊友相撞，導致十字韌帶斷裂和提早完結球季，於是他遠赴美國接受康復治療。在2015年10月26日，他在香港居住滿7年後成功領取香港特區護照。2016年12月，應屆印度聯賽季軍東賓高開出可觀聘約邀請艾力士加盟，用來代替原有南韓前鋒的亞援席位，不過考慮到艾力士仍與傑志有約，加上他希望隨傑志在2018年出戰亞冠盃分組賽，所以要求已被球會拒絕。
在2017/18球季，艾力士以香港球員身份隨傑志歷史性出戰亞冠盃分組賽，並在主場迎戰日職球會柏雷素爾時博得對方球員亀川諒史被球證出示紅牌驅逐離場，最終協助傑志取得於亞冠盃的首勝。總結在6場分組賽中皆獲教練委派上陣，而傑志就以1勝5負的成績出局。回到本地聯賽後，艾力士在各項賽事為傑志上陣20場射入13球，成為內隊的第三號射手，並協助傑志奪得聯賽、菁英盃及足總盃冠軍。

### 延邊富德
球季完結後，艾力士隨中甲球會延邊富德進行集訓，直到2018年7月3日以內援身份與延邊簽訂為期3年的合約。7月18日，艾力士在作客石家莊永昌時首度在中甲聯賽亮相，更在38分鐘助攻予隊友奧斯卡射入，但結果延邊富德仍以1–2見負。

### 大連一方
2019年2月，延邊富德因財困而解散，令艾力士頓時失業。不過，不少中國球隊對能以內援身份征戰中國聯賽的艾力士感興趣，最後他加盟中超球隊大連一方。

### 傑志
2020/21球季，艾力士重回傑志。2022年，傑志出戰亞冠盃分組賽，小組4戰7分排第2，晉身16強。艾力士四場比賽射入兩球。

## 國際賽生涯
在2015年10月26日，艾力士在香港居住滿7年後成功領取香港特區護照。在11月7日，艾力士於主場友賽緬甸國家隊時後備上陣，首度代表香港代表隊於國際A級賽亮相，並於75分鐘接應林嘉緯傳球趁門將出迎前挑射入網，最終協助香港以5–0勝出。在11月12日作客馬爾代夫國家隊時，首度代表香港隊於世界盃外圍賽上陣。
在2016年11月，艾力士出戰香港代表隊在東亞盃外圍賽第二圈期間，在對陣關島和中華台北時都有入球進帳，其中在對陣中華台北時職業生涯首度在一場賽事取得4球入球，協助香港最終以4–0勝出，成為繼香港首席中鋒陳肇麒於2009年東錦賽連入關島4球後，再有香港球員於國際賽單場上演「大四喜」。結果，香港在最後一戰不敵北韓出局，而在整項外圍賽轟入6球的艾力士則獲得東亞盃第二圈神射手獎項。

## 個人生活
艾力士平日愛逛街市及商場，乘小巴、港鐵，閒時最愛飲茶和周潤發的港產片，生活與土生土長港人無異。於2008年在旺角大球場透過朋友介紹，認識了香港人太太，兩人相戀後結婚，並確定在香港落地生根，育有兩子，居住於沙田第一城，兒子現正就讀本地小學。
艾力士曾經與隊友安基斯擔任無綫節目《新春自家菜》嘉賓，在介紹家鄉尼日利亞傳統食物期間，他展現了他能夠說流利香港粵語的一面。
艾力士視現時傑志教練朱志光為爸爸，朱志光幫他度過難關並協助艾力士在香港成名，艾力士說「朱志光像是我的父親，會幫我度過難關，他很了解及信任我，他相信我可為球隊作出貢獻，而我要做是在場上不停走動。球員需要信心，我得到他的信任，又會為我說話，他試過向教練說不要隨便換我出場，因為他相信我可以為球隊取得入球，很幸運，亦很感恩，在香港遇到信任我的教練。」

## 榮譽
個人
- 2010年賀歲盃足球賽 最有價值球員（2010年）
- 2017年東亞盃外圍賽第二圈 神射手（2016年）
- 香港高級組銀牌 神射手（2012–13季度）

和富大埔
- 香港高級組銀牌冠軍（2012–13季度）

傑志
- 香港超級聯賽冠軍（2014–15、2016–17、2017-18、2020–21季度）
- 香港足總盃冠軍（2014–15、2016–17、2017-18季度）
- 香港聯賽盃冠軍（2015–16季度）
- 香港高級組銀牌冠軍（2016–17、2022-23季度）
- 香港菁英盃冠軍（2017–18季度）
- 香港社區盃冠軍（2017年）

## 國際賽事紀錄
- 僅列出國際A級比賽

| 上陣次數 | 時間           | 地點                      | 對手       | 比數 | 賽事性質                   | 入球(累計) |
| -------- | -------------- | ------------------------- | ---------- | ---- | -------------------------- | ---------- |
| 1        | 2015年11月7日  | 香港 旺角大球場           | 緬甸       | 5–0  | 國際友誼賽                 | 1 (1)      |
| 2        | 2015年11月12日 | 馬累 国家体育场           | 馬爾地夫   | 1–0  | 2018年世界盃外圍賽         | 0 (1)      |
| 3        | 2015年11月17日 | 香港 旺角大球場           | 中國       | 0–0  | 2018年世界盃外圍賽         | 0 (1)      |
| 4        | 2016年3月24日  | 多哈 賈西姆本哈馬德體育場 |            | 0–2  | 2018年世界盃外圍賽         | 0 (1)      |
| 5        | 2016年9月1日   | 香港 旺角大球場           | 柬埔寨     | 4–2  | 國際友誼賽                 | 0 (1)      |
| 6        | 2016年10月7日  | 柬埔寨 奧林匹克體育場     | 柬埔寨     | 2–0  | 國際友誼賽                 | 1 (2)      |
| 7        | 2016年10月11日 | 香港 旺角大球場           | 新加坡     | 2–0  | 國際友誼賽                 | 1 (3)      |
| 8        | 2016年11月6日  | 香港 旺角大球場           | 關島       | 3–2  | 2017年東亞盃外圍賽         | 2 (5)      |
| 9        | 2016年11月9日  | 香港 旺角大球場           | 中華臺北   | 4–2  | 2017年東亞盃外圍賽         | 4 (9)      |
| 10       | 2016年11月12日 | 香港 旺角大球場           |            | 0–1  | 2017年東亞盃外圍賽         | 0 (9)      |
| 11       | 2017年6月7日   | 香港 旺角大球場           | 约旦       | 0–0  | 國際友誼賽                 | 0 (9)      |
| 12       | 2017年6月13日  | 香港 香港大球場           |            | 1–1  | 2019年亞洲盃外圍賽第三輪   | 0 (9)      |
| 13       | 2017年8月31日  | 新加坡 惹蘭勿剎體育場     | 新加坡     | 1–1  | 國際友誼賽                 | 0 (9)      |
| 14       | 2017年9月5日   | 馬來西亞 漢惹拔體育場     | 马来西亚   | 1–1  | 2019年亞洲盃外圍賽第三輪   | 0 (9)      |
| 15       | 2017年10月5日  | 香港 旺角大球場           |            | 4–0  | 國際友誼賽                 | 0 (9)      |
| 16       | 2017年11月9日  | 香港 旺角大球場           | 巴林       | 0–2  | 國際友誼賽                 | 0 (9)      |
| 17       | 2018年3月27日  | 朝鮮 金日成競技場         |            | 0–2  | 2019年亞洲盃外圍賽第三輪   | 0 (9)      |
| 18       | 2018年10月11日 | 香港 旺角大球場           | 泰國       | 0–1  | 國際友誼賽                 | 0 (0)      |
| 19       | 2018年10月16日 | 印尼 威巴瓦穆蒂運動場     | 印度尼西亞 | 1–1  | 國際友誼賽                 | 0 (9)      |
| 20       | 2018年11月11日 | 臺灣 臺北田徑場           | 中華臺北   | 2–1  | 2019年東亞足球錦標賽第二圈 | 0 (9)      |
| 21       | 2018年11月13日 | 臺灣 臺北田徑場           |            | 0–0  | 2019年東亞足球錦標賽第二圈 | 0 (9)      |
| 22       | 2018年11月16日 | 臺灣 臺北田徑場           | 蒙古国     | 5–1  | 2019年東亞足球錦標賽第二圈 | 1 (10)     |
| 23       | 2019年6月11日  | 香港 旺角大球場           | 中華臺北   | 0–2  | 國際友誼賽                 | 0 (10)     |
| 24       | 2019年9月5日   | 柬埔寨 奧林匹克體育場     | 柬埔寨     | 1–1  | 2022年世界盃亞洲區外圍賽   | 0 (10)     |
| 25       | 2019年9月10日  | 香港 香港大球場           | 伊朗       | 0–2  | 2022年世界盃亞洲區外圍賽   | 0 (10)     |
| 26       | 2019年10月10日 | 伊拉克 巴士拉體育城       | 伊拉克     | 0–2  | 2022年世界盃亞洲區外圍賽   | 0 (10)     |
| 27       | 2019年11月19日 | 香港 香港大球場           | 柬埔寨     | 2–0  | 2022年世界盃亞洲區外圍賽   | 0 (10)     |

## 外部連結
- 香港足球總會網頁球員註冊資料 （页面存档备份，存于）